# 木塚静雄
木塚 静雄（きづか しずお、1906年8月31日 - 1966年）は、日本の家畜衛生学者。獣医師。

## 経歴
佐賀県藤津郡嬉野町（現・嬉野市）に生まれ、木塚貞吾の養子となる。1925年福岡県立中学修猷館、1930年3月第五高等学校理科甲類を経て、1933年3月東京帝国大学農学部獣医学科を卒業。
1933年5月農林水産省畜産局に入省。1937年7月宮城県種畜場（現・宮城県畜産試験場）長となる。1938年9月、鈴木梅太郎が院長を務めていた満洲国大陸科学院副研究官に転じ、1939年7月大陸科学院の機関である奉天獣疫研究所を兼任する。1945年3月高級ゼラチン研究により満洲国文化褒賞を受賞。1945年6月大陸科学院研究官となる。
1946年11月九州帝国大学農学部講師（畜産学）を経て、1950年12月山口大学農学部教授（家畜衛生学）に就任。1955年2月東京大学から「鞣革及ゼラチン製造過程に於ける犢皮組織の変化に関する特に石灰漬による変化」の研究により農学博士の学位を受ける。1958年招聘教授として琉球大学において講義した。1963年3月退官。日本獣医畜産大学（現・日本獣医生命科学大学）教授に就任し、3年後に病没。

## 著書
- 『食肉の利用及加工法』（地球出版、1949年）
- 『綜合畜産製造学：衛生・実習』（養賢堂、1952年）